# Liste der Einträge im National Register of Historic Places im Bradley County (Tennessee)

Lage des Bradley Countys in Tennessee

Die Liste der Einträge im National Register of Historic Places im Bradley County in Tennessee führt die Bauwerke und historischen Stätten im Bradley County auf, die in das National Register of Historic Places aufgenommen wurden.

## Legende
| NRHP | Historic Place    |
| HD   | Historic District |

## Aktuelle Einträge
| [ 2 ] | Name                                        | Bild                                      | Eintragsdatum        | Lage                                                                                                | Ort                                                      | Beschreibung                                                                         |
| ----- | ------------------------------------------- | ----------------------------------------- | -------------------- | --------------------------------------------------------------------------------------------------- | -------------------------------------------------------- | ------------------------------------------------------------------------------------ |
| 1     | Blue Springs Encampments and Fortifications |                                           | 1999 ID-Nr. 99000427 | Abseits der Lead Mine Valley Road, Southwest 35° 5′ 27″ N, 84° 55′ 14″ W                            | südwestlich von Cleveland                                | Feldlager der Unionstruppen im Bürgerkrieg                                           |
| 2     | Broad Street United Methodist Church        | Broad Street United Methodist Church      | 1984 ID-Nr. 84003263 | 263 Broad Street, Northwest 35° 9′ 41″ N, 84° 52′ 33″ W                                             | Cleveland                                                | 1893 im neuromanischen Stil errichtete Methodistenkirche                             |
| 3     | C.C. Card Auto Company Building             | C.C. Card Auto Company Building           | 2014 ID-Nr. 14000083 | 125 Inman Street und 162 1st Street 35° 9′ 30,2″ N, 84° 52′ 26,8″ W                                 | Cleveland                                                |                                                                                      |
| 4     | Centenary Avenue Historic District          | Centenary Avenue Historic District        | 1993 ID-Nr. 93000172 | Abgegrenzt durch 8th Street, Harle Street, 13th Street und Ocoee Street 35° 10′ 3″ N, 84° 52′ 29″ W | Cleveland                                                | Wohnviertel mit 95 Gebäuden verschiedener Baustile                                   |
| 5     | Charleston Cumberland Presbyterian Church   | Charleston Cumberland Presbyterian Church | 1984 ID-Nr. 84003444 | Railroad Street 35° 17′ 5″ N, 84° 45′ 14″ W                                                         | Charleston                                               | 1860 im Stil des Greek Revival errichtete Kirche; diente im Bürgerkrieg als Lazarett |
| 6     | Cleveland Southern Railway Depot            | Cleveland Southern Railway Depot          | 2008 ID-Nr. 08000235 | 175 Edwards Street 35° 9′ 24″ N, 84° 52′ 23″ W                                                      | Cleveland                                                | 1911 im Craftsman-Stil errichtetes Bahnhofsgebäude                                   |
| 7     | Cleveland to Charleston Concrete Highway    | Cleveland to Charleston Concrete Highway  | 2008 ID-Nr. 07001382 | Market Street Ecke Water Street 35° 17′ 14″ N, 84° 45′ 5″ W                                         | Charleston                                               | 1927 angelegte Betonstraße                                                           |
| 8     | Hair Conrad Cabin                           | Hair Conrad Cabin                         | 1976 ID-Nr. 76001765 | 433 Blythewood Road, Southwest 35° 9′ 47″ N, 84° 54′ 37″ W                                          | Cleveland                                                | 1804 errichtete Blockhütte des Cherokee Hair Conrad                                  |
| 9     | Craigmiles Hall                             | Craigmiles Hall                           | 1980 ID-Nr. 80003781 | 170 Ocoee Street, Northeast 35° 9′ 37″ N, 84° 52′ 30″ W                                             | Cleveland                                                | 1877–1878 im Stil des Second Empire errichtetes Versammlungshaus                     |
| 10    | P.M. Craigmiles House                       | P.M. Craigmiles House                     | 1975 ID-Nr. 75001733 | 833 Ocoee Street, Northwest 35° 9′ 52″ N, 84° 52′ 23″ W                                             | Cleveland                                                | 1866 errichtetes Wohnhaus; heute Bibliothek                                          |
| 11    | Fillauer Brothers Building                  | Fillauer Brothers Building                | 1989 ID-Nr. 89000507 | Broad Street Ecke 1st Street 35° 9′ 35″ N, 84° 52′ 34″ W                                            | Cleveland                                                | 1911 errichtetes Mehrzweckgebäude; heute Bürohaus                                    |
| 12    | First Presbyterian Church                   | First Presbyterian Church                 | 1986 ID-Nr. 86000396 | 433 Ocoee Street, Northwest 35° 9′ 44″ N, 84° 52′ 27″ W                                             | Cleveland                                                | 1856 im Stil des Greek Revival errichtete Kirche                                     |
| 13    | Hardwick Woolen Mills                       | Hardwick Woolen Mills                     | 2001 ID-Nr. 01000380 | 445 Church Street, Southeast 35° 9′ 21″ N, 84° 52′ 38″ W                                            | Cleveland                                                | 1904 errichtete Textilfabrik der seit 1880 bestehenden Firma Hardwick Clothes        |
| 14    | Henegar House                               | Henegar House                             | 1976 ID-Nr. 76001764 | Market Street 35° 17′ 12″ N, 84° 45′ 17″ W                                                          | Charleston                                               | 1838 im Federal Style errichtetes Wohnhaus                                           |
| 15    | W.J. Hughes Business House                  | W.J. Hughes Business House                | 1975 ID-Nr. 75001735 | 70 Ocoee Street 35° 9′ 34″ N, 84° 52′ 33″ W                                                         | Cleveland                                                | 1845 errichtetes Geschäftshaus                                                       |
| 16    | Ocoee Street Historic District              | Ocoee Street Historic District            | 1995 ID-Nr. 95001447 | 1455-1981 North Ocoee Street 35° 10′ 12″ N, 84° 52′ 16″ W                                           | Cleveland                                                | Wohnviertel mit 40 Häusern Stil des Tudor Revival und im Queen-Anne-Stil             |
| 17    | Rattlesnake Springs                         |                                           | 1975 ID-Nr. 75001734 | Abseits der Dry Valley Road 35° 14′ 40″ N, 84° 46′ 22″ W                                            | südwestlich von Charleston                               | Stelle eines früher existierendes Dorfes                                             |
| 18    | Red Clay Council Ground                     | Red Clay Council Ground                   | 1972 ID-Nr. 72001229 | Red Clay State Park 34° 59′ 31″ N, 84° 56′ 54″ W                                                    | südwestlich von Cleveland an der Staatsgrenze zu Georgia | Versammlungsplatz der Cherokee bis zu deren Vertreibung, heute State Park            |
| 19    | St. Luke’s Episcopal Church                 | St. Luke’s Episcopal Church               | 1982 ID-Nr. 82003954 | Ocoee Street Ecke Central Street, Northwest 35° 9′ 40″ N, 84° 52′ 29″ W                             | Cleveland                                                | 1873 im neugotischen Stil errichtete Kirche                                          |
| 20    | Tipton-Fillauer House                       | Tipton-Fillauer House                     | 1980 ID-Nr. 80003782 | 63 Broad Street, Northwest 35° 9′ 36″ N, 84° 52′ 36″ W                                              | Cleveland                                                | 1890 im Queen-Anne-Stil errichtetes Wohnhaus; heute Hotel                            |
| 21    | U.S. Post Office                            | U.S. Post Office                          | 1983 ID-Nr. 83003023 | 155 Broad Street, Northwest 35° 9′ 38″ N, 84° 52′ 36″ W                                             | Cleveland                                                | 1911 errichtetes Postamt                                                             |